# Uroleucon macolai
Uroleucon macolai är en insektsart som först beskrevs av Blanchard 1932.  Uroleucon macolai ingår i släktet Uroleucon och familjen långrörsbladlöss. Inga underarter finns listade i Catalogue of Life.